# Curcuma reclinata
Curcuma reclinata là một loài thực vật có hoa trong họ Gừng. Loài này được William Roxburgh mô tả khoa học đầu tiên năm 1810.

## Từ nguyên
Tính từ định danh reclinata trong tiếng Latinh (giống đực: reclinatus, giống trung: reclinatum) nghĩa là chúi xuống, cong xuống; ở đây là nói tới lá của loài này chúi xuống.

## Phân bố
Loài này có tại Ấn Độ, Myanmar.

## Mô tả
Thân hành (thân rễ) nhỏ, thuôn dài, hình con thoi, không hoặc thưa củ hình chân vịt, nhiều củ rễ hình xoan đến hình gần cầu, ruột màu vàng rơm. Bẹ lá có ánh đỏ. Cuống lá ngắn; phiến lá mỏng, thuôn dài, tù, thuôn tròn ở đáy, chúi xuống, 6-8 × 3-4 inch (15-20 × 7,5-10 cm). Ra hoa trong mùa mưa/mùa thu. Cuống cụm hoa rất ngắn. Lá bắc hoa màu xanh lục ánh đỏ, dài 1 inch (2,5 cm); lá bắc mào thuôn dài, màu lục ánh đỏ. Cành hoa bông thóc màu tía, thuôn dài, kích thước 3-4 × 2 inch (7,5-10 × 5 cm). Hoa nhỏ, màu từ tía (ngoại trừ vết nhỏ ánh vàng ở tâm của cánh môi) tới đỏ xỉn (ngoại trừ môi có khía răng cưa hình tròn có vết màu vàng ở tâm).